# ゲオ (ブータン)

2011年ブータン地方議会選挙前のゲオ

ゲオ（ゾンカ語: རྒེད་འོག 、gewog）は、ブータンの行政区画。ゲウォ、ゲオクとも表記される。ゾンカク（県）の下位にあって複数の村を含む。南アジアの国でみられるブロック (地域区画)に相当する。

## 概要
九州よりやや広い、38,400 km2のブータンの国土に、20のゾンカク（Dzongkhag、県）がある。ゾンカクの下に郡に相当する行政区画として全国に205のゲオがある（2011年）。ゲオの平均的な面積は230 km2 である。それぞれのゲオにはガプ（Gup）と呼ばれる首長がいる 。ゲオはいくつかの村の集まりであるが、ひとつのゲオの中で、あるいは複数のゲオにまたがって特に人口が多い地域にはトムデ（Thromde）という行政区画が設けられている。トムデにはゾンカク・エンラ（Yenlag）・トムデとゾンカク・トムデがあり、後者は人口や経済発展の度合いによってクラスA・トムデとクラスB・トムデにわけられる。クラスA・トムデは独立した議会を持つのにたいし、クラスB・トムデとエンラ・トムデはゾンカク、またはゲオから直接統治される。ゲオはチオ（Chiwog）とよばれる選挙区にわかれる。ゲオを含む地方自治に関する法律が2002年と2007年にブータンの国会を通過した。ゲオに関する最新の法律は2009年のものである（ブータン地方政府法 (2009)） 。2011年、政府は国内の11のゲオについて、合併あるいは分裂を承認するかどうか、ゾンカク議会で審議するよう指示した。ゲオ（郡）庁所在地への交通の便をよくすること、ゲオ間の予算配分の不公平をなくすことなどが目的である。

## ゲオ政府
ブータン地方政府法 (2009)にもとづき、ゾンカク（県）議会の下部にある、ゲオ議会がゲオを統治する。ゲオ議会は、ガプ（Gup、首長）とマンミ（Mangmi、助役）に加え、5人から8人、あるいはそれ以上の議員からなる。ひとつあるいは複数の村の代表として住民が選挙によって議員を選ぶ。議員の任期は5年である。ただし有権者の半数以上の署名が集まれば議会の信任に関する住民投票を行うことができる。3分の2以上が「不信任」に投票すれば、ゲオ議会は解散される。議員の年齢は25ー65歳で、選挙区に1年以上居住していなければならない。
ゲオ議会は公金を管理し、公衆衛生と治安を監督し、土地、放牧、牛、娯楽および公共事業にたいして課税する。ただし、他の地方政府と同様、法律を作ることはできない。道路、建物、行楽地、公共事業、農業などを管理・監督し、地域発展のための5か年計画を立てる。ゲオの財政は独立しているが、予算の使い道や開発の内容については財務省による承認と評価を受ける。

## 歴史
ブータン国王のジグミ・シンゲ・ワンチュクは、1980年代の終わりごろから地方分権を実現したいと考えていた。1991年、ゲオ基本法を制定し、ガプを首長とする、正式な行政区画としてゲオを規定した。この年ブータンではじめての選挙が行われ、各家庭の代表者がガプを選ぶために投票した。
2002年、ゲオ基本法が改正され、ゲオ政府の構成を、ガプ、マンミ、村を代表する議員、村のメッセンジャーとゲオのクラークとした。メッセンジャーとクラークは採決には参加しない。ガプとマンミの任期は3年、その他の議員の任期は1年であった。議会の定足数は3分の2で、議決は単純過半数で決まる。地方税の徴収、天然資源の管理、コミュニティにおける文化的生活のマネージメントなどをゲオの権限とした。
ゲオ基本法にかわって制定されたブータン地方政府法 (2007)では、地方自治の範囲、ゲオの権限ともに拡大した。これにはディグラム・ナムザ（ブータンの礼）の施行も含まれる。ゲオの中に、ゾンカク・トムデあるいはゲイロン・トムデという新たな行政区画が設定された。前者は選挙で選ばれた議員からなる議会をもつが、ゾンカク（県）の統治下にある。後者は都会（特別市）で、ゾンカクから独立した議会を持つ。ブータン地方政府法 (2009)が施行されるまで、ゲオはいくつかの村を含む、チオに分割された。
ブータン地方政府法 (2009)では、ゾンカク・トムデ、ゲイロン・トムデ、チオは、ゾンカク、ゲオにつぐ第3の行政区画、トムデとされた。トムデは人口、あるいは発展の度合いから、独立した議会をもつクラスA・トムデと、ゲオあるいはゾンカクから直接統治されるクラスB・トムデ、ゾンカク・エンラ・トムデにわけられた。
2002年にはブータンの20のゾンカクに199のゲオがあった。それが2005年には205に増えた。